# Août 1937

## Événements
- L’Union soviétique signe un traité de non-agression avec la Chine.
- Espagne : les communistes mettent fin à la collectivisation des terres en Aragon.

- 4 août, Espagne : l’autorité absolue de Francisco Franco, Caudillo del Movimiento est proclamée.
- 5 août : 
  - La grande purge stalinienne : plus de 20 000 personnes (cadres du parti, de l'armée, intellectuels et clergé) seront fusillées entre le 5 août 1937 et octobre 1938. Elle répond à la soif de pouvoir de Joseph Staline et sa crainte de perdre le contrôle du parti.
  - Par circulaire de la Gestapo, les Témoins de Jéhovah objecteurs de conscience sont placés en camp de concentration à l’issue de leur peine.
  - En Autriche, l'interdiction de vente de Mein Kampf est levée.
- 7 - 15 août : le 29e congrès mondial d'espéranto a lieu à Varsovie.
- 8 août : Grand Prix automobile de Monaco.
- 11 août :
  - Irak : Bakr Sidqi est assassiné par des officiers arabistes à Mossoul.
  - Premier vol du chasseur britannique Boulton Paul Defiant.
- 12 août :
  - Ghazi Ier confie le pouvoir à un ancien compagnon d’arme de Fayçal, Jamil al-Madfa’i, qui amnistie les officiers responsables de l’assassinat.
  - Irak: le Premier ministre irakien Hikmat Sulayman démissionne sous la pression de l’armée. Ghazi Ier confie le pouvoir à un ancien compagnon d’arme de Fayçal, Jamil al-Madfa’i, qui amnistie les officiers responsables de l’assassinat de Bakr Sidqi.
- 13 août :
  - Une conspiration militaire provoque la chute de Rafael Franco au Paraguay. Le maréchal José Félix Estigarribia, vainqueur de la guerre du Chaco, impose une dictature (président en 1939).
  - Début de la Bataille de Shanghaï.
- 13 août - 26 novembre : bataille de Shanghai.
- 15 août : Grand Prix automobile de Pescara.
- 18 août : Début de l'Incendie de Blackwater
- 20 août : départ de la course Istres - Damas - Istres mettant aux prises 8 équipages italiens, 4 équipages français et 1 équipage britannique.
- 22 août : Grand Prix automobile de Suisse.
- 23 août : premier atterrissage entièrement automatique réussit par le capitaine Carl Crane qui a mis au point le système, et le capitaine Holloman. Les inventeurs du procédé reçoivent le Trophée Mackay.
- 24 août - 4 septembre : les républicains  ouvrent des fronts à Belchite.
- 26 août : 
  - Des avions japonais attaquent dans la banlieue de Pékin la voiture de l’ambassadeur du Royaume-Uni.
  - Les franquistes prennent Santander.
- 29 août : premier match de première division au Stade Vélodrome de Marseille (Marseille-Cannes 2-2).
- 30 août : les destroyers Turbine et Ostro de la marine royale italienne torpille et coule le cargo soviétique Timiryazev a une centaine de km à l'est d'Alger (36° 57′ 00″ N, 3° 08′ 00″ E).
- 31 août : nationalisation des sociétés de Chemin de fer et création de la SNCF par un décret-loi qui approuve la Convention concernant la constitution d'une société d'économie mixte.La SNCF verra officiellement le jour le premier janvier 1938.

## Naissances
- 4 août : Thierry Roland, Journaliste sportif français et commentateur de matchs de football († 16 juin 2012).
- 5 août : 
  - François Pluchart, écrivain, journaliste et critique d'art français, spécialiste de l'art contemporain († 8 novembre 1988).
  - Manuel Pinto da Costa, homme politique santoméen.
- 6 août : 
  - Charlie Haden, contrebassiste de jazz américain († 11 juillet 2014).
  - Barbara Windsor, actrice britannique († 10 décembre 2020).
- 8 août : Dustin Hoffman, acteur américain.
- 15 août : Raoul Casadei, musicien italien († 13 mars 2021).
- 17 août : Spýros Fokás, acteur grec († 10 novembre 2023).
- 20 août : José Luis Cantero (connu sous le surnom d'El Fary), chanteur populaire et acteur espagnol († 19 juin 2007).
- 21 août : Gustavo Noboa, homme politique équatorien († 16 février 2021).
- 22 août : Michel Pollien, évêque catholique français, évêque auxiliaire de Paris († 15 janvier 2013).
- 24 août : Moshood Abiola, homme d'affaires et politicien nigerian († 7 juillet 2022).
- 25 août : John G. Bryden, homme d'affaires et sénateur canadien († 2016).
- 26 août : Nina Companeez, scénariste et réalisatrice française († 9 avril 2015).
- 28 août : François Béranger, chanteur français († 14 octobre 2003).

## Décès
- 19 août : Ivan Strod, officier russe (° 10 avril 1894).
- 23 août : Albert Roussel, compositeur français (°1869).
- 31 août : Albert Heim, géologue suisse.